# Кузнецкое землетрясение (1903)
Кузнецкое землетрясение — землетрясение, произошедшее 12 марта 1903 года на территории Томской губернии Российской Империи в районе Кузнецка, ныне Новокузнецка. Магнитуда землетрясения составила 6,1. Кузнецкое землетрясение 1903 года было зафиксировано сейсмоприборами в Иркутске, Красноярске, Ташкенте, Тифлисе. Колебание поверхности земли отмечалось на площади 200 тысяч квадратных километров. Отголоски землетрясения дошли до Томска и Красноярска.
Землетрясение имело силу 9 баллов по шкале Росси-Фареля (максимум этой шкалы - 10 баллов). Подробного его описания, как в случае с землетрясением 1898 года в том же районе, сделано не было, но известно, что по всем каменным сооружениям Кузнецка пошли трещины, в улусе Тарбаган "падали камни с берегового утеса в реку Томь", а в селе Безруково "речку, из которой брали воду для питья, засыпало песком, и вода ушла в землю" (из сообщений бюллетеня постоянной центральной сейсмологической комиссии за 1903 г.). Эпицентр, судя по внешним данным, располагался также вблизи села Безруково.
Кузнецкое землетрясение 1903 года стало самым сильным из известных землетрясений в Кузнецкой котловине. Сильные подземные толчки в регионе происходили также в 1898, 1966 и 2013 годах. Последнее землетрясение 19 июня 2013 года нанесло значительный ущерб Беловскому району Кемеровской области, особенно сильно пострадал поселок Старобачаты.